# Ратцебург
Ратцебург (на немски: Ratzeburg) е град в Шлезвиг-Холщайн, Германия, с 14 230 жители (2015). Намира се на границата с Мекленбург-Предна Померания.